# Aude Lechrist
Aude Lechrist est une journaliste, présentatrice de télévision et écrivain française née le 27 décembre 1980 à Tours, en Indre-et-Loire.
Elle vit et travaille à Paris pour la chaîne d'information continue France 24.
De 2019 à 2020, elle a été membre de la commission du soutien financier à la production dite « avance sur recettes avant réalisation » du Centre national du cinéma et de l'image animée.

## Biographie
Aude Lechrist aborde le journalisme par la presse écrite, à Ouest-France en 2000, alors qu'elle est étudiante en Histoire à Angers.
Poursuivant ses études à Paris, elle écrit pour Le Figaroscope, puis devient en 2003 journaliste pour la chaîne d'information continue I-Télé.
Elle est recrutée en 2006 dans l'équipe de lancement de la chaîne d'information continue France 24, pour laquelle elle présente les journaux en soirée le weekend.
Depuis 2020, elle présente le journal du weekend de France 24. Elle y reçoit des invités et chroniqueurs en complément ou au cours de ses journaux.[réf. nécessaire]
Par ailleurs, elle tient un blog, à la façon d'un carnet de voyage, alimenté de photos et textes issus de ses marches dans Paris. Il a fait partie de la sélection « Coups de cœur » de Madame Figaro en 2010.

## Écriture
Aude Lechrist est l'auteure d'un premier roman en 2014, Un corps de femme,. Elle y traite le langage du corps et ses somatisations salvatrices au travers du personnage de Maïa, comédienne aux prises avec les tourments de son histoire personnelle.
En 2016 paraît son second roman, Une allure impeccable, qui traverse l'âge d'or de la haute couture parisienne dans les pas d'un mannequin à la double vie interlope. Aude Lechrist y poursuit sa réflexion sur la conquête de sa liberté et la rencontre avec soi-même,,.
En 2018, elle publie successivement La plus grande version de soi, récit relatant les moments clefs qui lui ont permis de se reconnecter à sa nature profonde, et son troisième roman, Le sourire de Mana, parcours amoureux d'un trio contemporain soudé par les drames et les émerveillements de l'existence malgré la rivalité que constitue de fait le trio.